# St Kilda Road
St Kilda Road is een straat in Melbourne, Australië. De straat loopt van noord naar zuid door Melbourne vanaf Flinders Street en Swanston Street tot aan St Kilda en St Kilda Gardens waar de straat overgaat in Brighton Road. St Kilda Road verbindt het zakendistrict van Melbourne met de zuidelijke stadsdelen. De straat is vernoemd naar het schip Lady of St Kilda.

## Overzicht
Aan St Kilda Road bevinden zich allerlei bekende plekken, zoals Federation Square, de National Gallery of Victoria, Queen Victoria Gardens, Melbourne Grammar School en de Shrine of Remembrance. Andere bekende plekken zijn The Arts Centre, Royal Victorian Institute for the Blind, Victorian College of the Arts, Victoria Barracks en Victorian College for the Deaf.
Langs St Kilda Road bevindt zich ook Fawkner Park.

## Foto's

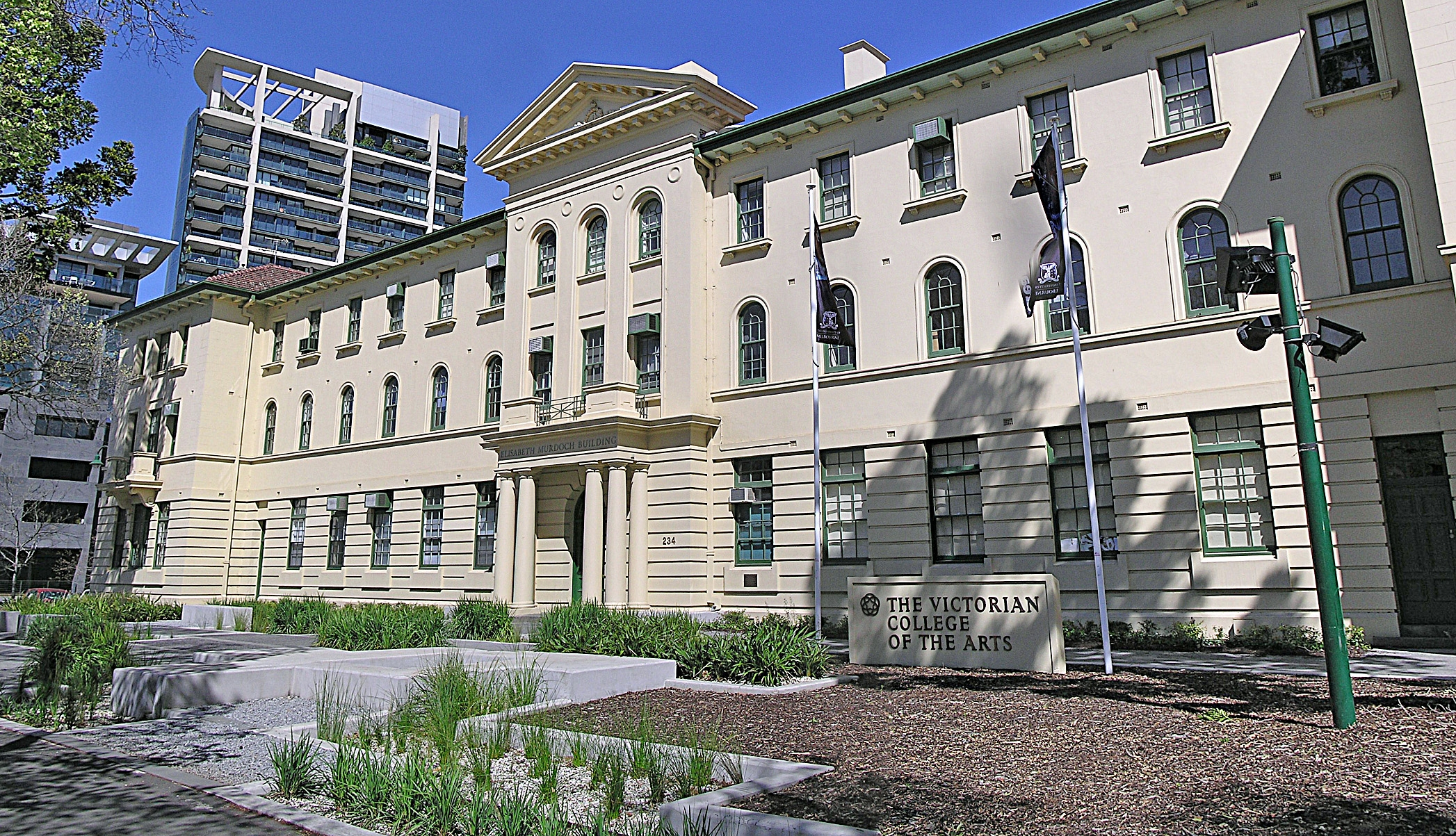
Victorian College of the Arts.
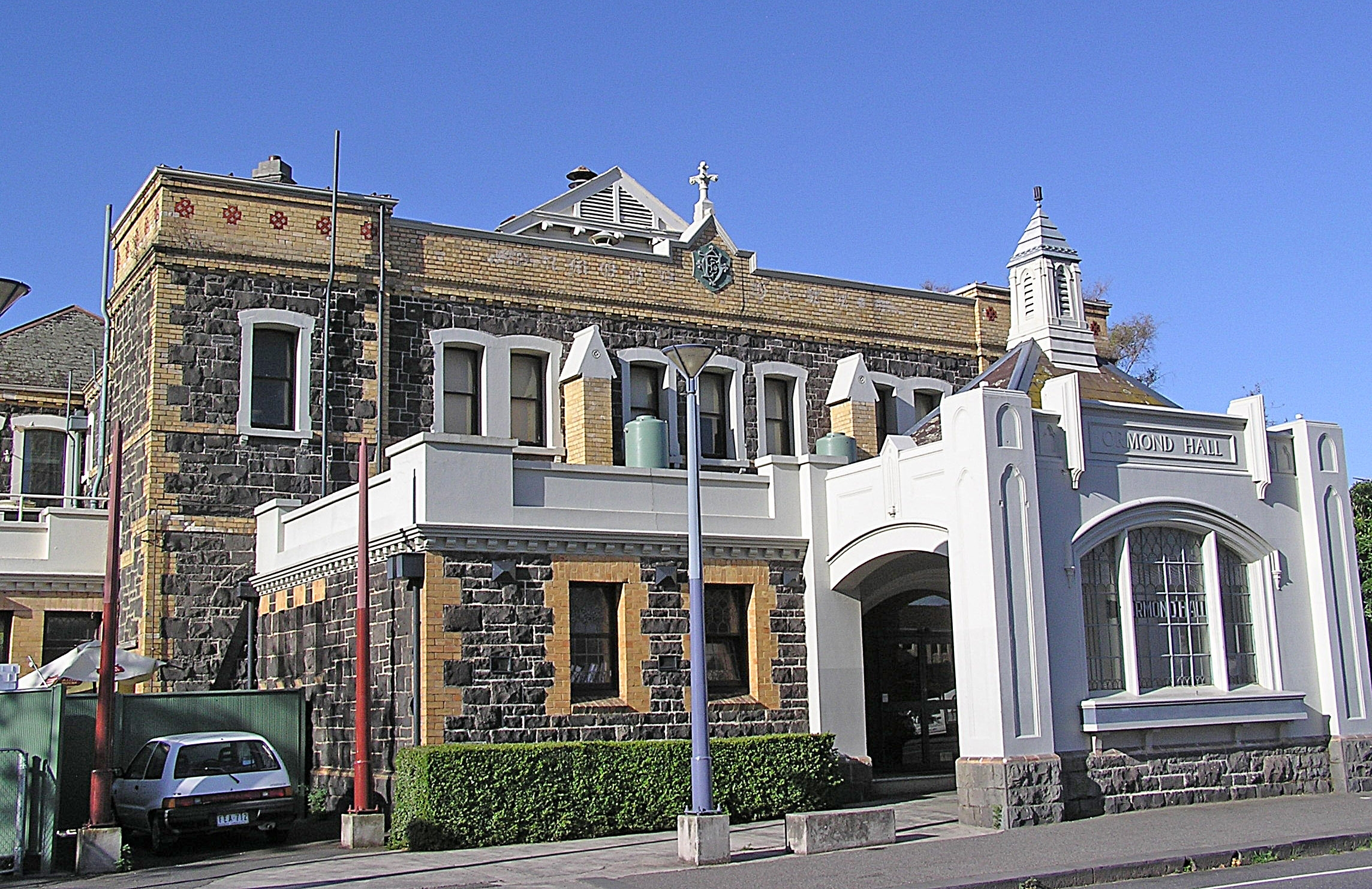
Royal Victorian Institute for the Blind.
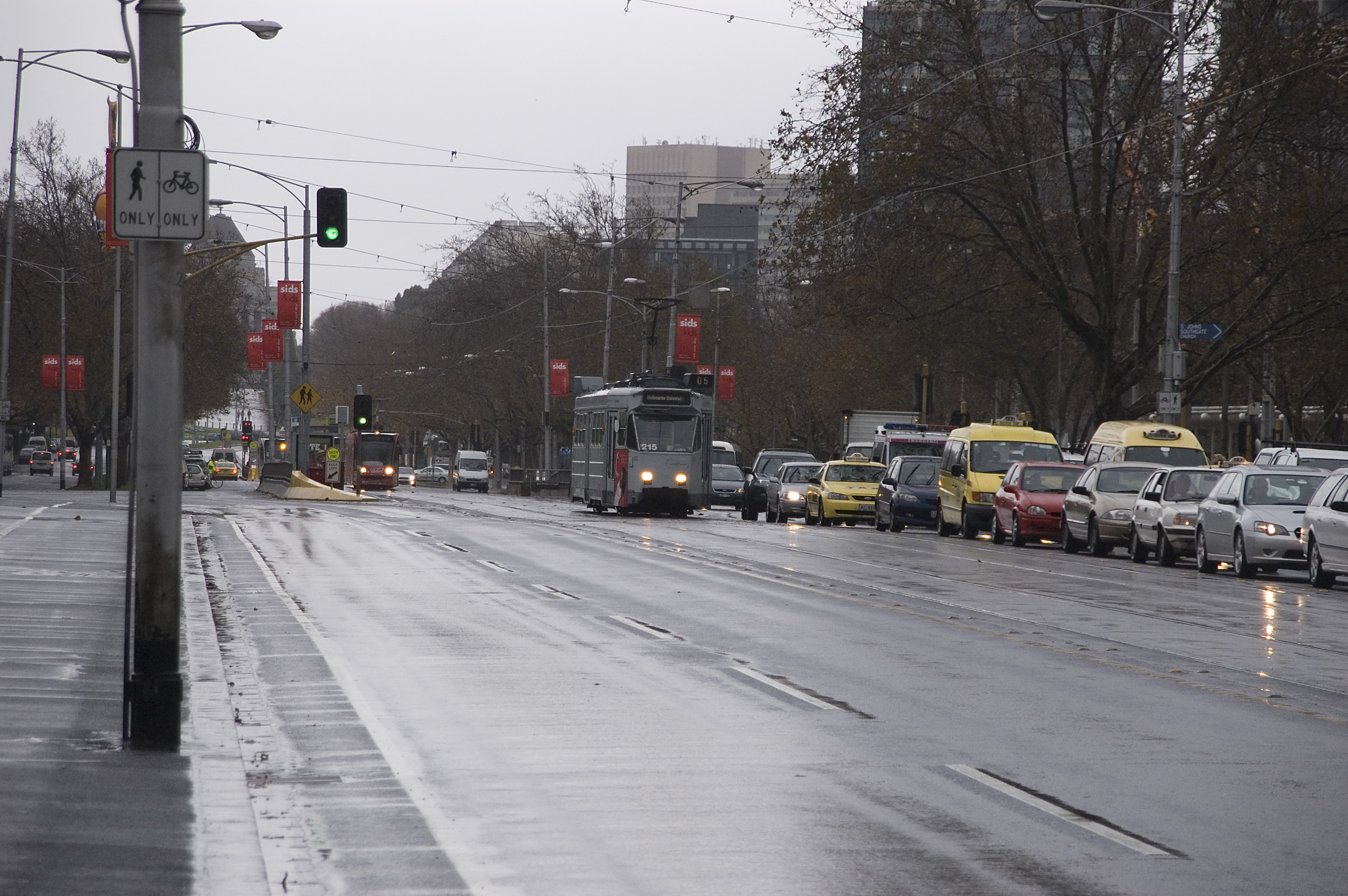
St Kilda Road, gezien vanaf Princes Bridge.
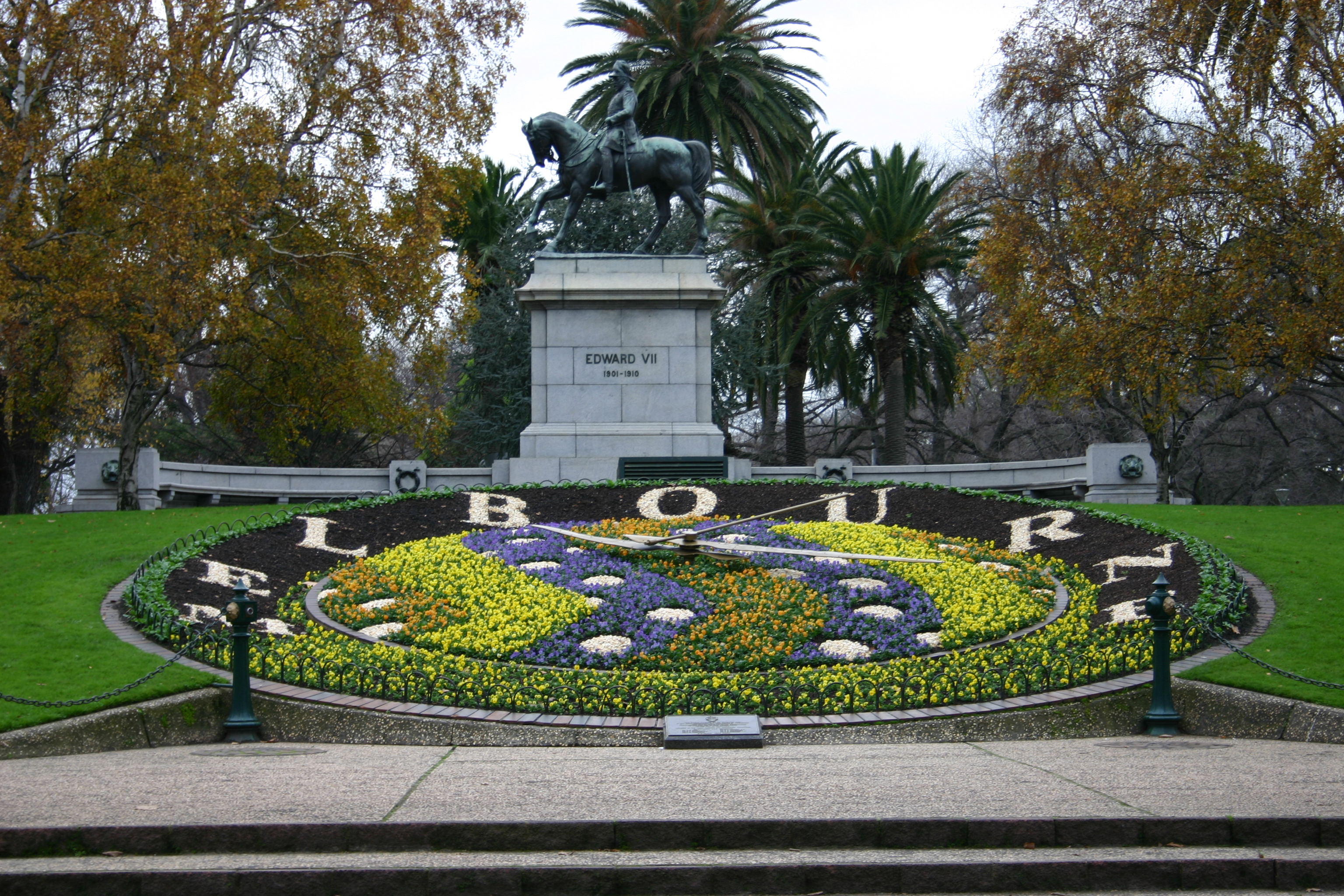
Queen Victoria Gardens.
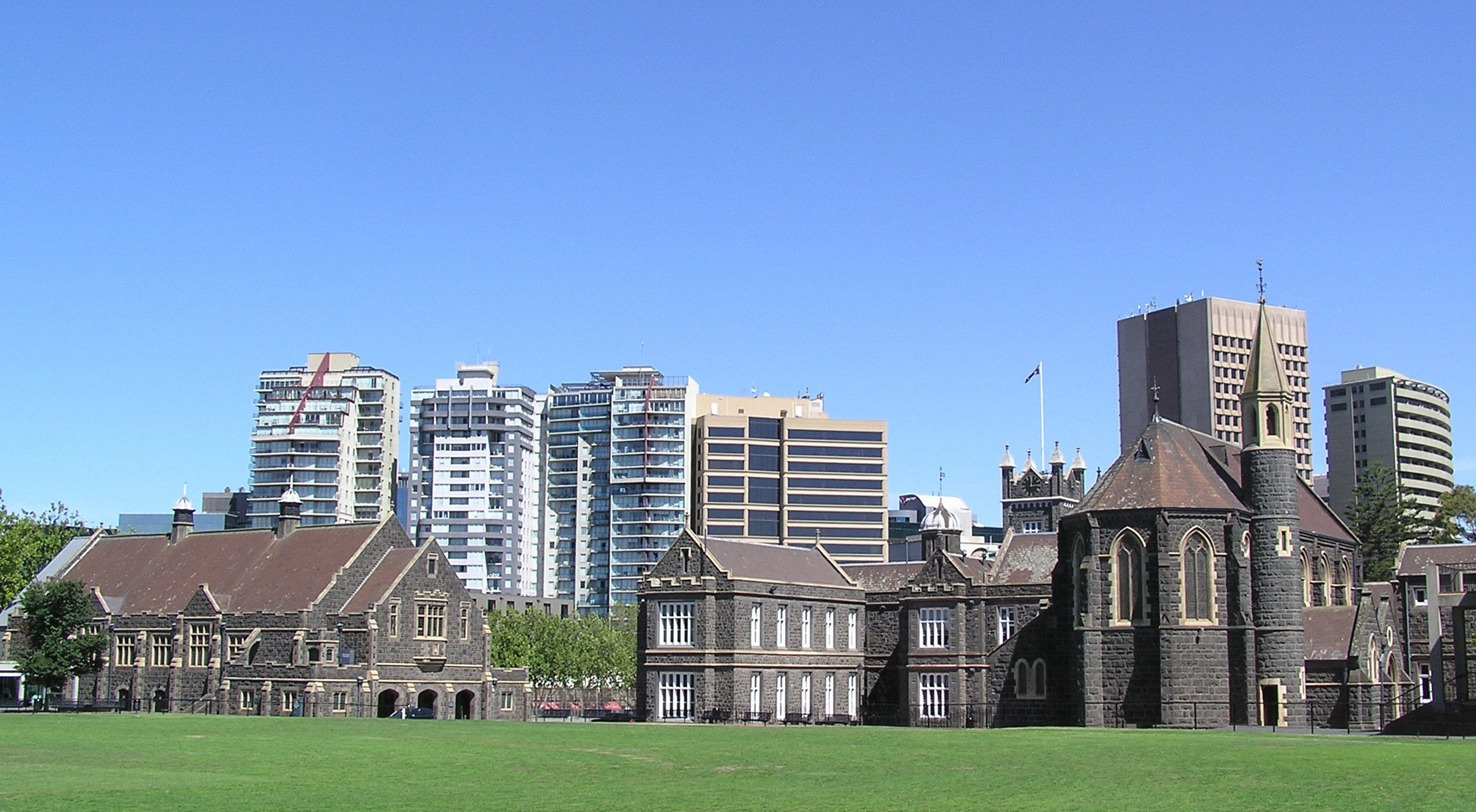
Melbourne Grammar School.
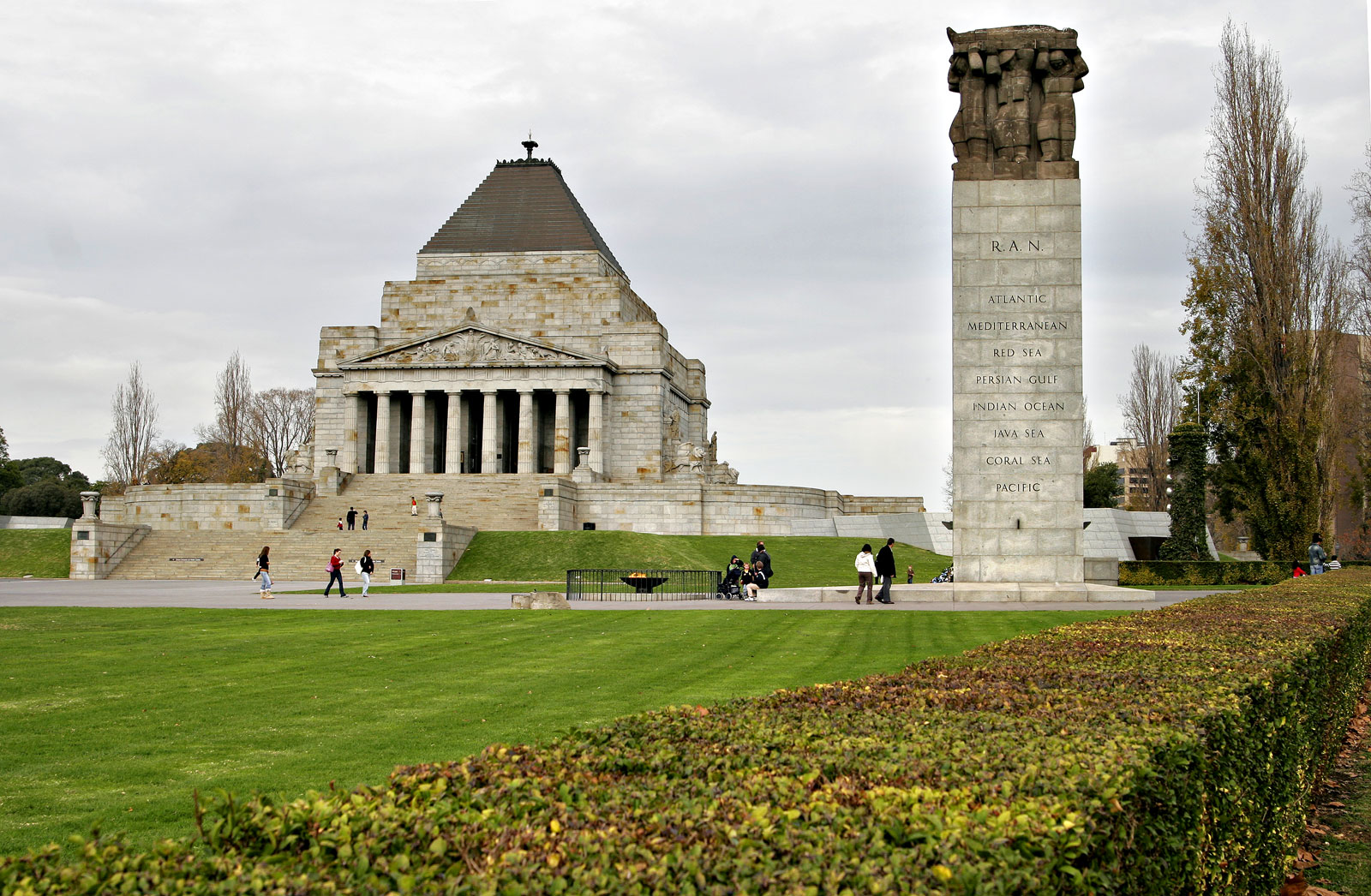
Shrine of Remembrance.
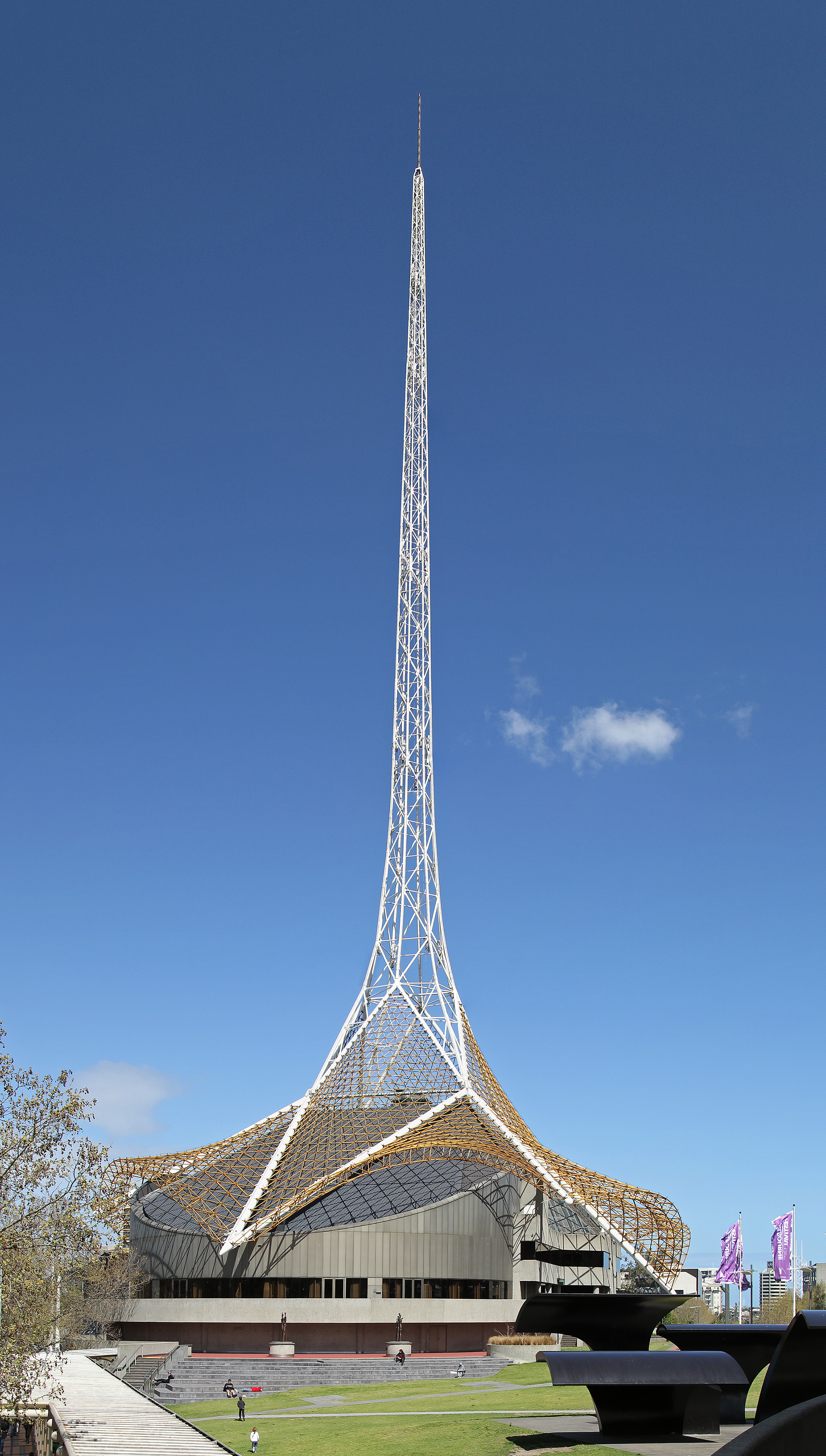
The Arts Centre.
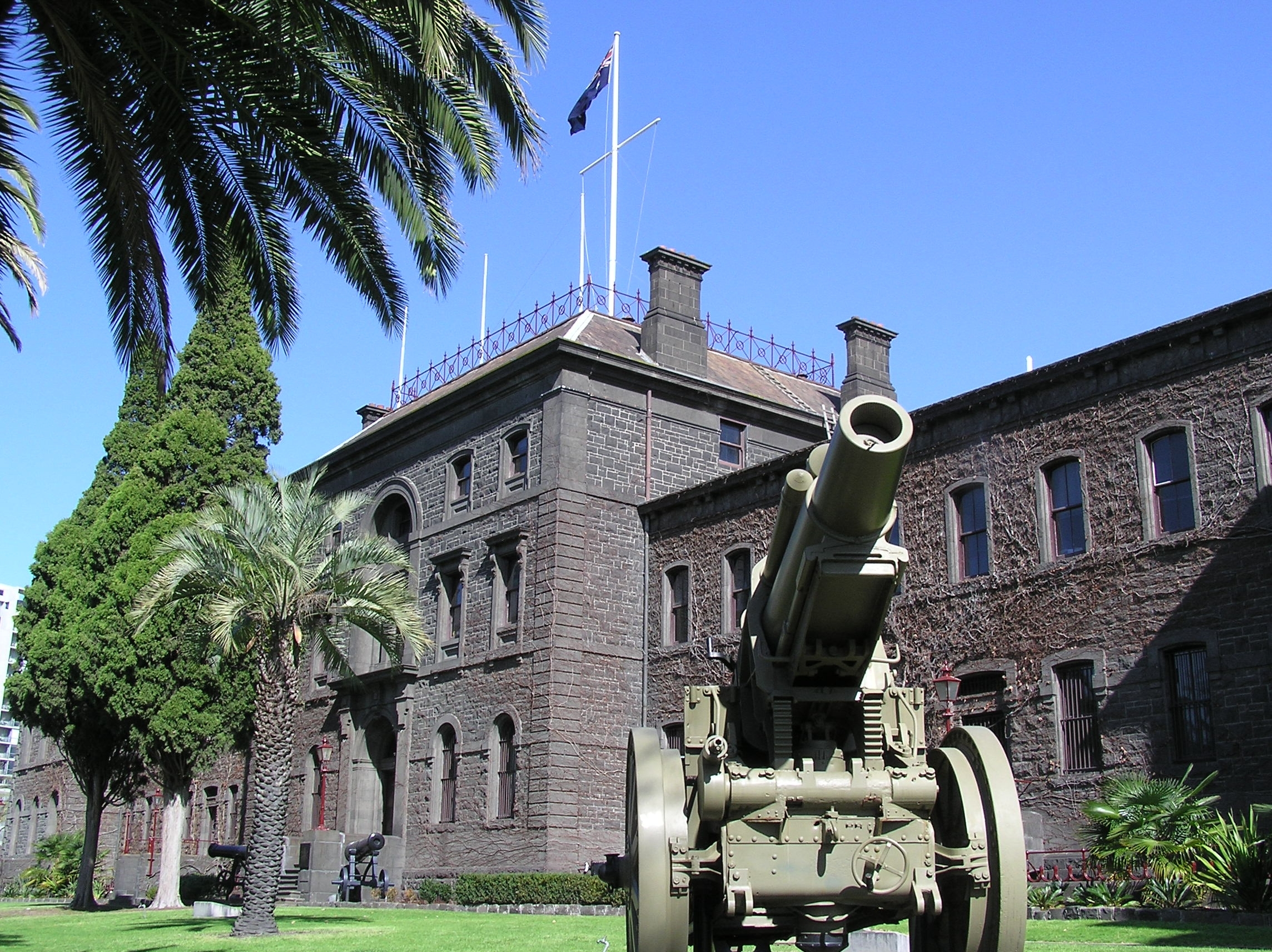
Victoria Barracks.